# Теорија Х и Y
Теорије Х и Y су теорије мотивације људи које је креирао и развио Даглас Макгрегор на МИТ школи менаџмента шездесетих година двадесетог века а користе се у менаџменту људским ресурсима, организацији и организационом развоју. Теорије представљају два различита модела радне мотивације. 
Стварајући теорију X и Y Даглас Макгрегор је покушао да избегне недостатке класичне теорије и неокласичне и да их међусобно повеже.

## Теорија
Теорија  представља, у основи, приступ питању радне мотивације. Основне претпоставке ове теорије су да је човек лењ, да ради само колико мора и не воли одговорност. Он је, такође, равнодушан у односу на циљеве предузећа у ком ради. Због тога је руководство одговорно за људе и средства, за њихово усмеравање, надгледање и мотивацију са намером остваривања циљева предузећа.
Макгрегор сматра да су ове поставке погрешне и да меша узроке и последице. Описано стање код људи не прелази из људске природе, већ је то последица стања у ком се човек нађе - а то је слабо руководство. Управљање и руковођење сведено је на надгледање, кажњавање, принуду и, као такви, постали неприкладни. Због тога, Макгрегор је увео теорију Y, која је супротна од претходне.
Према теорији Y, људи поседују могућност развоја, и способни су да преузму одговорност и усмере своје понашање према циљевима предузећа. Они се понашају супротно због лошег руководства. У том смислу, задатак руководства је да људима омогући да сазнају и развијају своје особине. Избором најпогоднијих начина управљања и руковођења треба да се уклањају препреке и, на тај начин, да се ослободе људске могућности и усмере ка постизању циљева предузећа.
Очигледно је да теорија Y има исти циљ као и Х: мотицација људи ка постизању циљева предузећа. Разлика је у томе што Y тежи да се то постигне на људскији начин, поштујући личност радника.